# Papierrüttler
Ein Papierrüttler (auch Rüttler oder Rütteltisch) ist ein Gerät zum Ausrichten von Papierblättern. Papierrüttler werden in Druckereien und zum Teil in Schulen und Behörden eingesetzt. Meist kommen die Rüttler vor oder nach Kopierern oder Druckern zum Einsatz, da die Weiterverarbeitung schwierig ist, wenn die Seiten nicht exakt bündig übereinander liegen. Zudem können bei Druckern Seiten zerrissen werden oder es können Papierstaus auftreten. In den Papierrüttler werden die Blätter eingelegt und durch die Vibration des Gerätes an den Anschlagkanten ausgerichtet. Beim Entnehmen hat man nun einen optimal ausgerichteten Papierstapel, den man sofort in anderen Geräten (z. B. Drucker, Kuvertiermaschine oder Falzmaschine) weiterverarbeiten kann.